# El desert de la por
El desert de la por (títol original: Blue Desert) és una pel·lícula estatunidenca de thriller psicològic de 1991 amb Courteney Cox i D. B. Sweeney, dirigida per Bradley Battersby. La música original va estar composta per Jerry Goldsmith i Joel Goldsmith. Els llocs de rodatge van ser Inyokern, Califòrnia i Red Rock Canyon State Park, Cantil, Califòrnia. Ha estat doblada al català.

## Argument
A una víctima de violació, l'artista còmica Lisa Roberts, la policia de Nova York li dona llargues. Cansada de la vida de la ciutat, es dirigeix als llocs oberts d'Arizona. Poc després, és atacada per Randall Atkins. Ella ho comunica al simpàtic oficial de policia local Steve Smith, que respon que aquesta no és la primera vegada que Atkins és acusat d'un delicte sexual. Per a la seva sorpresa, Roberts després és visitada per Atkins, que agitadament li adverteix no confiar en aquest policia. Algú està mentint en alguna cosa, i Roberts senzillament no sap què creure. Quan ho descobreix, és gairebé massa tard.

## Repartiment
- Courteney Cox: Lisa Roberts
- D. B. Sweeney: Steve Smith
- Craig Sheffer: Randall Atkins
- Steve Ward: Walter
- Philip Baker Hall: Joe